# Eduard Shevardnadze
Thiếu tướng Eduard Shevardnadze (tiếng Gruzia: ედუარდ შევარდნაძე; tiếng Nga: Эдуа́рд Амвро́сьевич Шевардна́дзе; /ɛd̥ʊard̥ amvrosʲevʲɪtʂ ʃɛvad̥nad̥zɛ/ sinh năm 1928 ở Mamati, Lanchkhuti, Cộng hoà Xã hội chủ nghĩa Xô viết Liên bang Ngoại Kavkaz, Liên Xô, mất ngày 7 tháng 7 năm 2014 tại Tiflis, Gruzia) đã làm Tổng thống Gruzia từ năm 1995 đến khi từ chức vào ngày 23 tháng 11 năm 2003 trong cuộc Cách mạng Hoa hồng. Trước khi đảm nhiệm chức tổng thống Gruzia, ông đã làm Bộ trưởng ngoại giao Liên Xô dưới thời Mikhail Sergeyevich Gorbachyov từ năm 1985 đến năm 1990. Tài năng khéo léo chính trị của Shevardnadze đã khiến cho người ta gọi ông bằng nickname "Tetri Melia" (Con cáo trắng), còn có người cho rằng trong các đối tác đàm phán Mỹ trước đây Tổng thống Hoa Kỳ George H. W. Bush và Ngoại trưởng Hoa Kỳ James Baker gọi ông là "Shevvy". Ông mất ngày 7 tháng 7 năm 2014 tại Tbilisi, hưởng thọ 86 tuổi.

## Gia đình
Cha của Shevardnadze là một giáo viên nghèo, ông có một chị (em) gái và ba anh em trai, một trong 3 người này đã bị giết chết trong Chiến tranh thế giới thứ hai. Năm 1937, trong thời kỳ Đại thanh trừng, cha ông đã bỏ chủ nghĩa Menshevik để đi theo chủ nghĩa Bolshevik giữa thập niên 1920, và đã bị bắt nhưng đã được thả ra nhờ sự can thiệp của một viên chức NKVD là người học trò cũ của ông. Năm 1951, ông đã cưới Nanuli Tsagareishvili và được xem là ảnh hưởng xấu đến sự nghiệp của ông (cha vợ ông đã bị hành quyết với tội "kẻ thù nhân dân"); bà mất ngày 20 tháng 10 năm 2004.